# Nagy Franciska
Nagy Franciska (Bertha Bulcsúné, Újpest, 1943. augusztus 21. – Budapest, 2022. április 11.) magyar József Attila-díjas (1998) író.

## Életpályája
Szülei Nagy József és Gyenis Erzsébet. Édesapja műbútorasztalos, édesanyja énekesnő volt. 1962 és 1964 között a MÚOSZ Újságíró Iskola hallgatója volt. 1962-től 1966-ig különböző lapoknál dolgozott. 1966 óta szabadfoglalkozású író.
1944-ben bombatalálat érte a házat, amelyben laktak, s a család a vidéken élő nagyszülőknél talált új otthonra. Három testvérével boldog gyerekként nőtt fel. Élményei a Dunántúlhoz fűződnek. Az általános iskola elvégzése után a Pécsi Művészeti Gimnáziumban tanult tovább. Középiskolai tanulmányaival párhuzamosan a Liszt Ferenc Zeneművészeti Szakiskola zongora tanszakát is elvégezte. Érettségi után az Esti Pécsi Naplóhoz került újságíró gyakornoknak, majd a MÚOSZ Újságíró Iskola kétéves iskoláját követően évekig vidéki napilapok kulturális rovatának munkatársa. 1967 óta Budapesten él. Meséi megjelentek a Nők Lapja, a Kisdobos, a Népszava, a Népszabadság, a Szabad Föld és a Dörmögő Dömötör hasábjain, glosszáit, művészekkel készült interjúit a Más Kép magazin, a Magyar Nemzet és a Lyukasóra közölte. 1998-2012 között szerkesztette a Magyar Művészeti Akadémia kiadványait (Akadémiai beszélgetések l-5 kötetét, Az első tíz év című kiadványt, és az MMA 2002-2007-es emlékkönyvét), valamint az MMA internetes portálját. A Magyar Művészeti Akadémia nem akadémikus köztestületi tagja volt 2012-től haláláig. a Magyar Iparművészet című folyóirat munkatársa volt.
2022. április 11-én hunyt el, örök nyugalomra május 10-én a Farkasréti temetőben helyezték.

## Munkássága
Az írással már gimnazista korában eljegyezte magát, amikor a Tábortűz című ifjúsági lap külső munkatársa lett. Kötetben először a Roskad a kormos hó, valamint az Aki nem hiszi, járjon utána című szépirodalmi antológiákban jelentek meg meséi. Első, gyermekeknek szóló önálló könyvét 1978-ban adták ki. Írt gyermekregényt, fantasztikus meseregényt, ifjúsági regényt és ismeretterjesztő gyermekkönyvet. Fordulatokban bővelkedő, több szálon futó kalandos történetei egyszerre mesék és igaz történetek, amelyekbe a környező világ fonákságait, nemritkán csúfságait is beleszövi. A valóságot és a fantasztikumot humorral ötvözi. Ötletei szellemesek, nyelvi játékai mulatságosak.

## Magánélete
1962 és 1997 között Bertha Bulcsu író felesége. Egy lányuk született, Franciska (1969).

## Művei
- Birbax (meseregény, 1978)
- A zöld ördög (meseregény, 1982)
- Űrbicikli (fantasztikus meseregény, 1984)
- Zsófi kertje (természetmesék, 1985)
- Macska a zongorában (ifjúsági regény, 1988)
- A gépemberke (mese, 1997)
- Kísértetfogadó (regény, 1998)
- A kísértet tévedése (krimi, 1998)
- Tűzmanó (meseregény, 2001)
- Az első tíz év. A Magyar Művészeti Akadémia emlékkönyve, 1992-2002; szerk. Kováts Flórián, Nagy Franciska; MMA, Bp., 2002
- A Magyar Művészeti Akadémia emlékkönyve, 2002–2007; szerk. Kováts Flórián, Nagy Franciska; MMA, Bp., 2008

## Díjai
- Év Gyermekkönyve pályadíj (1996)
- József Attila-díj (1998)